# 開心谷 (加利福尼亞州埃爾多拉多縣)
哈皮瓦利（英語：Happy Valley）是位於美國加利福尼亞州埃爾多拉多縣的一個非建制地區。該地的面積和人口皆未知。

## 地理
哈皮瓦利的座標為38°40′55″N 120°33′48″W / 38.68194°N 120.56333°W，而該地的平均海拔高度為1126米（即3694英尺）。